# Port de les Cabeçades
El Port de les Cabeçades és un coll a 2.576,8 m d'altitud situat al límit dels termes municipals de Sarroca de Bellera (a l'antic terme de Benés) i la Torre de Cabdella, en el seu terme primigeni, tots dos del Pallars Jussà. Està situat a la Serra de les Cabeçades, a l'extrem nord-est del terme de Sarroca de Bellera i al nord-oest del de la Torre de Cabdella. Queda al nord del Pic de Filià.